# Bruno Massot
Bruno Massot, född 28 januari 1989, är en tysk idrottare som tävlar i konståkning. Han blev tillsammans med Aljona Savchenko guldmedaljör i par vid olympiska vinterspelen 2018 i Pyeongchang i Sydkorea.